# Isabella Banksová
Isabella Varley Banksová (25. března 1821 – 4. května 1897) byla anglická spisovatelka a básnířka tvoříci ve viktoriánské době. Byla dcerou Jamese a Amelie Varleyových.

## Život
Isabella Varley se narodila v Manchesteru, kde měl její otec lékárnu. V roce 1846 se vdala za Georgea Bankse. Měla osm děti, ale jenom tři se dožily dospělosti. Podepisovala se většinou Mrs. G. Linnaeus Banks. Největším její dílem je román The Manchester Man (Člověk z Manchesteru).